# Armand Bazin de Besons
Armand Bazin de Besons (Montpellier, 29 dicembre 1654 – Gaillon, 8 ottobre 1721) è stato un arcivescovo cattolico e politico francese.

## Biografia
È nato a Montpellier il 29 dicembre 1654 dall'avvocato e funzionario Claude Bazin de Bezons e da Marie Targer.
Oltre ad essere stato vescovo di Aire (1693-1698), arcivescovo di Bordeaux (1698-1719) e arcivescovo di Rouen (1719-1721), Armand Bazin de Besons è stato anche un uomo politico: dopo la morte di re Luigi XIV, nel 1715, è stato eletto membro del Conseil de Conscience, e durante la Régence è stato responsabile dei commissari. È stato lui a concedere al controverso ed ambizioso Guillaume Dubois di essere ordinato sacerdote presso la sua arcidiocesi.
È morto l'8 ottobre 1721 all'età di 66 anni.

## Genealogia episcopale e successione apostolica
La genealogia episcopale è:
- Cardinale Scipione Rebiba
- Cardinale Giulio Antonio Santori
- Cardinale Girolamo Bernerio, O.P.
- Arcivescovo Galeazzo Sanvitale
- Cardinale Ludovico Ludovisi
- Cardinale Luigi Caetani
- Vescovo Giovanni Battista Scanaroli
- Cardinale Antonio Barberini, O.S.Io.Hieros.
- Arcivescovo Charles-Maurice Le Tellier
- Arcivescovo Armand Bazin de Besons

La successione apostolica è:
- Vescovo Jean-Louis du Bouchet de Sourches (1716)
- Vescovo Léon de Beaumont (1718)
- Vescovo François-César Le Blanc, C.R.S.A. (1720)
- Vescovo Pierre-Guillaume de La Vieuxville-Pourpris (1721)

## Stemma
| Image | Stemma |
| ----- | --- |
| \| \| | Jacques-Nicolas de Colbert Arcivescovo di Bordeaux e di Rouen Al centro di uno scudo azzurro, tre corone uguali d'oro. |
|       | |